# Истраживање Марса
Истраживање Марса врши се већ стотинама година, почевши од изума телескопа 1600-тих. Знатно већа могућност детаљнијег посматрања површине планете изазвала је спекулације о њеном саставу, окружењу, па чак и постојању живота и интелигентних цивилизација. Мисије које су касних 1990-их упућене на Марс довеле су до знатног пораста знања о њему. Ове су мисије, примарно, имале за циљ геолошка, а дијелом и биолошка истраживања.
Истраживање Марса заузимало је важно мјесто у свемирским програмима САД, СССР-а, Европе, Русије, уз одређене покушаје Кине, Јапана, Финске и Индије. Десетине летјелица упућиване су на планету од 1960-их. Неке од њих били су лендери, друге орбитери, а треће ровери. Све су ове мисије имале за циљ прикупљање података о историји Марса, али дијелом и припрему за евентуално упућивање летјелица с људском посадом. Ова истраживања треба да помогну и у предвиђању будућности црвене планете, а дијелом и будућности Земље.
Због комплексних инжењерских захтјева једног међупланетарног лета, мисије су имале високу стопу неуспјешности, нарочито у самим почецима. У почетку је отприлике двије трећине свих мисија доживјело неуспјех прије комплетирања задатака посматрања (неке чак и прије самог полијетања са Земље). С друге стране, поједине од њих означене су изузетно успјешнима, нарочито двојац близанаца ровера Спирита и Опортјунитија, који су радили још дуго након времена предвиђеног од стране истраживача.
У децембру 2012. на површини Марса активан је ровер (Опортјунити), који шаље податке о својим истраживањима назад на Земљу, а 3 орбитера круже око Марса и врше одређена снимања (Одисеја на Марсу 2001., Марс експрес и Орбитални истраживач Марса), те ровер Кјуриосити који је приземљио на Марс 6. августа 2012. године.